# Сажина, Анна Сергеевна
Сажина Анна Сергеевна (17 апреля 1984 года, Иркутск, СССР) — танцовщица европейской и латиноамериканской программы спортивных бальных танцев, профессионал с 2009 года. Заслуженный мастер спорта Азербайджана, неоднократный чемпион мира, Европы и Азербайджана.

## Танцевальная карьера
Анна Сажина родилась 17 апреля 1984 года в Иркутске. Её родители были чемпионами города по бальным танцам. Начала заниматься танцами в 1989 году. Окончила Училище олимпийского резерва. 
В 2002 году переехала в Любляну (Словения). В 2003 году заняла третье на национальном чемпионате Словении по 10и танцам.
В 2004 году переехала в Верону (Италия) и встала в пару с Эльдаром Джафаровым. С 2005 года Эльдар и Анна представляют Азербайджан и стали абсолютными 5-кратными чемпионами Азербайджана в любительской категории WDC. С 2009 года выступают в профессиональной категории WDC.

## Достижения в международных соревнованиях
- Чемпионка Мира (WDC, любители) по европейской программе (2008).
- Чемпионка Мира (WDC, любители) по 10 танцам (2009)[1].
- Чемпионка Мира (WDC, любители) по программе классик-шоу (2009)[2].
- Чемпионка Мира и Европы (WDC) по 10 танцам (2012)[3][1].
- Бронзовые призеры чемпионата Европы (WDC) по европейской программе (2013, 2015).
- Чемпионка Мира (WDC) Classic Show Dance (2019)[4].

## Семья
Муж — Эльдар Джафаров (с 2014 года). Сын - Роман Джафаров (род, сентябрь 2018 года)